# 1930 en cyclisme
| Années du cyclisme : 1927 - 1928 - 1929 - 1930 - 1931 - 1932 - 1933    |
| Décennies du cyclisme : 1900 - 1910 - 1920 - 1930 - 1940 - 1950 - 1960 |

Les faits marquants de l'année 1930 en cyclisme.

## Mars
- 9 mars : le Français Gaspard Rinaldi gagne le Grand Prix de Cannes.
- 30 mars : Michele Mara gagne la classique Milan-San Remo.

## Avril
- 14 avril : Frans Bonduel remporte le Tour des Flandres.
- 20 avril : le Belge Julien Vervaecke remporte Paris-Roubaix après le déclassement du Français Jean Maréchal . Ce dernier en déclenchant son échappée a donné un coup de coude à Vervaecke et l'a fait tomber.
- 20 avril : l'Espagnol Vicente Trueba gagne le Grand Prix de Pâques. L'épreuve ne reprendra qu'en 1935.
- 27 avril : le Français Eugène Faure gagne la Polymultipliée.

## Mai
- 1er mai : le Belge Joseph Dervaes gagne le Grand prix Hoboken pour la deuxième année d'affilée.
- 4 mai : le Français Jean Maréchal gagne Paris-Tours et prend sa revanche après Paris-Roubaix.
- 4 mai : 1re manche du championnat d'Italie sur route, l'Italien Pio Caimmi gagne le Tour de Toscane. L'épreuve ne sera pas disputée en 1931 et reprendra en 1932.
- 5 mai : le Suisse Omar Taverne gagne le Championnat de Zurich.
- 11 mai : le Belge Emile Joly gagne le Tour de Belgique.
- 15 mai : le Français Albert Barthelemy gagne le Grand prix de Fourmies pour la troisième année d'affilée.
- 17 mai : le Suisse Georg Antenen devient champion de suisse sur route.
- 17 mai : départ du Tour d'Italie à Messine.
- 18 mai : comme l'an dernier le Belge Georges Ronsse gagne Bordeaux-Paris. C'est sa troisième victoire en tout dans cette épreuve.
- 21 mai : l'Allemand Herman Buse gagne le Tour d'Allemagne.
- 25 mai : le Belge Ernest Mottard gagne Paris-Bruxelles.
- 29 mai : l'Allemand Herman Buse gagne Liège-Bastogne-Liège.

## Juin
- 8 juin : Luigi Marchisio remporte le Tour d'Italie.
- 8 juin : l'Espagnol Manuel Lopez gagne la Vuelta a los Puertos pour la deuxième année d'affilée.
- 8 juin : le Français Roger Bisseron devient champion de France sur route.
- 15 juin : l'Italien Alfredo Binda gagne les Trois vallées varésines.
- 29 juin : l'Italien Ambrogio Morelli gagne le Tour du Piémont.

## Juillet
- 2 juillet : départ du Tour de France à Paris, le premier disputé par équipes nationales. La direction du Tour de France prend en charge le logement, la restauration, les maillots et les équipements des coureurs de ses équipes. Ils sont tous équipés du même vélo jaune (couleur du journal "l'auto") avec l'inscription "l'auto" sur tous les cadres. Pour financer ses importantes dépenses, la caravane publicitaire est créée. Un cortège de véhicules, aux couleurs de marques commerciales diverses, devance les coureurs et distribue toutes sortes de gadgets publicitaires pour la plus grande joie des petits et des grands. Cela donne un air de fête à l'épreuve. Cette formule après les tâtonnements des années précédentes va connaitre un grand succès populaire. Le grand favori est l'Italien Alfredo Binda le meilleur coureur de cette époque qui n'a pas participé au Tour d'Italie, les organisateurs l'ont payé pour qu'il ne participe pas au Giro, afin de donner du l'intérêt à la course que Binda écrasait les années précédentes. Le Français Charles Pélissier gagne la 1ere étape Paris-Caen. Dans la famille Pélissier, il est le troisième frère à prendre le maillot jaune, 2eme Binda même temps, 3eme l'Italien Gaetano Belloni à 1 minute 16 secondes qui remporte le sprint du peloton.
- 3 juillet : l'Italien Learco Guerra gagne en solitaire la 2eme étape du Tour de France Caen-Dinan, 2eme son compatriote Alfredo Binda à 1 minute 28 secondes qui remporte le sprint du peloton, 3eme le Français Charles Pélissier, puis tout le peloton. Au classement général Guerra prend le maillot jaune, 2eme Binda à 12 secondes, 3eme Pélissier à 12 secondes.
- 4 juillet : le Français Charles Pélissier gagne au sprint la 3eme étape du Tour de France Dinan-Brest, 2eme l'Italien Alfredo Binda, 3eme le Belge Jef Demuysère, puis tout le peloton. Pas de changement en tête du classement général.
- 5 juillet : le Belge Omer Taverne gagne au sprint la 4eme étape du Tour de France Brest-Vannes, 2eme le Français Charles Pélissier, 3eme l'Italien Domenico Piemontesi, puis tout le peloton. Pas de changement en tête du classement général.
- 6 juillet : le Français André Leducq au sprint gagne la 5eme étape du Tour de France Vannes-Les Sables d'Olonne, 2eme le Français Charles Pélissier, 3eme l'Italien Alfredo Binda puis tout le peloton. Pas de changement en tête du classement général.
- 7 juillet : le Belge Jean Aerts gagne la 6eme étape du Tour de France Les Sables d'Olonne-Bordeaux, après le déclassement du Français Charles Pélissier pour sprint irrégulier, 2eme l'Italien Alfredo Binda, 3eme Charles Pélissier. Pas de changement en tête du classement général.
- 8 juillet : il y a départ séparé de 10 minutes entre les équipes nationales (les "As") et les touristes-routiers car la moyenne de la précédente étape était inférieure à 30 KM/H. Le Français Jules Merviel gagne en solitaire la 7eme étape du Tour de France Bordeaux-Hendaye, 2eme le Français Antonin Magne à 2 minutes 24 secondes, 3eme le Français Charles Pélissier à 2 minutes 28 secondes, 4eme l'Italien Learco Guerra, 5eme le Belge Jef Demuysère, 6eme le Français André Leducq, 7eme le Français Joseph Mauclair, 8eme le Français Marcel Bidot tous même temps que Pélissier. Ces hommes ont profité de la chute de l'Italien Alfredo Binda (qui terminant 75eme à 1 heure 11 minutes, perd le Tour) pour prendre la poudre d'escampette. Au classement général, 1er Guerra, 2eme Pélissier à 12 secondes, 3eme Antonin Magne à 1 minute 24 secondes.
- 9 juillet : l'Italien Alfredo Binda gagne au sprint la 8eme étape du Tour de France Hendaye-Pau, 2eme le Français Charles Pélissier, 3eme le Belge Jef Demuysère, puis tout le peloton. Pas de changement au classement général. Binda qui a perdu toutes ses chances au classement général sur chute durant l'étape précédente, ne veut pas abandonner avant d'avoir montré sa vraie valeur.
- 10 juillet : l'Italien Alfredo Binda gagne au sprint la 9eme étape du Tour de France Pau-Luchon qui emprunte les cols d'Aubisque et du Tourmalet, 2eme le Français Pierre Magne, 3eme le Français André Leducq, 4eme tous même temps, le Français Antonin Magne est 4eme à 5 minutes 30 secondes, 5eme le Français Benoit Faure à 8 minutes 12 secondes, 6eme l'Italien Learco Guerra à 13 minutes 10 secondes. Le Français Charles Pélissier termine 15eme à 23 minutes 10 secondes. Au classement général, André Leducq prend le maillot jaune, 2eme Antonin Magne à 5 minutes 26 secondes, 3eme Guerra à 11 minutes 42 secondes. Il y a repos le 11 juillet.
- 12 juillet : le Français Charles Pélissier gagne au sprint la 10eme étape du Tour de France Luchon-Perpignan qui emprunte les cols de Portet d'Aspet de Port et du Puymorens, 2eme le Français André Leducq, 3eme le Français Antonin Magne, 4eme le Belge Frans Bonduel, 5eme l'Italien Learco Guerra tous même temps. Prenant prétexte d'un furoncle à la selle, l'Italien Alfredo Binda abandonne le Tour sur deux victoires d'étapes consécutives. C'est un peu égoïste car Guerra n'a plus que deux équipiers pour finir le Tour.  Pas de changement en tête du classement général. Il y a repos le 13 juillet.
- 14 juillet : le Français Charles Pélissier gagne en solitaire la 11eme étape du Tour de France Perpignan-Montpellier, 2eme l'Italien Learco Guerra à 2 minutes 54 secondes, 3eme le Français Antonin Magne, puis tout le peloton. Pas de changement en tête du classement général.
- 14 juillet : le Français Louis Gras gagne le Grand Prix d'Antibes.
- 15 juillet : le Français Antonin Magne gagne au sprint la 12eme étape du Tour de France Montpellier-Marseille, 2eme le Français Charles Pélissier, 3eme le Belge Omer Taverne, puis tout le peloton sauf l'Italien Learco Guerra qui à cause d'une crevaison termine 31eme à 1 minute 42 secondes. Au classement général, 1er le Français André Leducq, 2eme Antonin Magne à 5 minutes 26 secondes, 3eme Guerra à 13 minutes 24 secondes.
- 16 juillet : l'Italien Learco Guerra gagne au sprint la 13eme étape du Tour de France Marseille-Cannes, 2eme le Français Charles Pélissier, 3eme le Belge Frans Bonduel. Pas de changement en tête du classement général.
- 17 juillet : le Français Louis Peglion gagne en solitaire la 14eme étape du Tour de France Cannes-Nice, qui après un premier passage à Nice emprunte les cols de Braus, de Castillon et la Turbie (la boucle de Sospel), 2eme le Français André Leducq à 4 minutes 57 secondes, 3eme le Belge Frans Bonduel, 4eme le Français Romain Bellenger, 5eme le Belge Jef Demuysère tous dans le même temps que Leducq. Le Français Antonin Magne 12eme et l'Italien Learco Guerra 15eme terminent dans un groupe qui pointe à 13 minutes 44 secondes. Au classement général : 1er Leducq, 2eme Antonin Magne à 14 minutes 13 secondes, 3eme Demuysère à 15 minutes 3 secondes, 4eme Guerra à 20 minutes 49 secondes. Il y a repos le 18 juillet.
- 19 juillet : l'Italien Learco Guerra gagne, au sprint devant son compagnon d'échappée, la 15eme étape du Tour de France Nice-Grenoble qui emprunte les cols de la Colle Saint Michel, d'Allos et Bayard, 2eme le Français Benoit Faure même temps, 3eme le Français André Leducq à 5 minutes 58 secondes, 4eme le Français Pierre Magne à 9 minutes 48 secondes, 5eme son frère Antonin même temps.  Le Belge Jef Demuysère arrive 8eme dans le même temps que les Français, mais perd sa place sur le podium.  Au classement général 1er Leducq, 2eme Guerra à 16 minutes 3 secondes, 3eme Antonin Magne à 18 minutes 3 secondes, 4eme Demuysère à 23 minutes 53 secondes. Il y a repos le 20 juillet.
- 21 juillet : le Français André Leducq gagne au sprint la 16eme étape du Tour de France Grenoble-Evian qui emprunte les cols du Galibier, du Télégraphe et des Aravis, 2eme le Français Charles Pélissier, 3eme le Belge Aimé Dossche tous même temps. L'Italien Learco Guerra 8eme et le Français Antonin Magne 21eme sont aussi dans le même temps. Cette étape est historique et donne ses lettres de créance à la formule par équipes nationales. Leducq tombe une première fois dans la descente du Galibier. Il repart mais tombe une deuxième fois après Valloire au pied du col du Télégraphe. Il casse une pédale. Certains articles disent dans la première chute, d'autre indiquent la deuxième chute (ce qui cadrerait avec les témoignages disant que sur l'impulsion de Pierre Magne redescendant le Télégraphe, une pédale de rechange est trouvée, fournie par un spectateur anonyme).  Néanmoins Leducq est KO. Antonin Magne le remet sur son vélo en pleurs. Leducq repart, comme il ne s'agit pas d'une crevaison qui limite à deux coureurs l'aide accordée à un homme en difficulté, l'équipe de France en la personne des frères Magne, de Charles Pélissier, de Marcel Bidot et Jules Merviel, se range en ordre de bataille et chasse derrière le groupe où figurent, avec un quart d'heure d'avance, Guerra et le Belge Jef Demuysère, en entraînant Leducq à 50 KM/H. Après 75 kilomètres de chasse la jonction se fait entre Albertville et le pied du col des Aravis. A l'arrivée Leducq ragaillardi remporte une victoire qui lui semblait improbable lorsqu'il gisait couvert de plaies aux environs de Valloire. Au classement général Leducq sauve donc son maillot jaune, 2eme Guerra à 16 minutes 13 secondes, 3eme Antonin Magne à 18 minutes 3 secondes.   Il y a repos le 22 juillet.
- 23 juillet : le Belge Frans Bonduel gagne au sprint la 17eme étape du Tour de France Evian-Belfort qui emprunte le col de la Faucille et le Ballon d'Alsace, 2eme le Français Charles Pélissier, 3eme le Français André Leducq, puis tout le peloton. Pas de changement en tête du classement général.
- 24 juillet : le Français Charles Pélissier gagne au sprint la 18eme étape du Tour de France Belfort-Metz, 2eme le Français André Leducq, 3eme l'Italien Learco Guerra, puis tout le peloton. Pas de changement en tête du classement général.
- 25 juillet : après un départ séparé de 10 minutes entre les "As" puis les touristes-routiers puisque la moyenne de l'étape précédente était inférieure à 30 KM/H, le Français Charles Pélissier au sprint gagne la 19eme étape du Tour de France Metz-Charleville, 2eme le Belge Frans Bonduel, 3eme l'Italien Learco Guerra, puis tout le peloton. À la suite d'une crevaison le Français André Leducq se fait aider par 3 équipiers pour rejoindre le peloton, alors que le règlement autorise seulement une aide de deux coureurs en telle circonstance. Leducq écope d'une pénalité de 2 minutes. Ses équipiers Jules Merviel, Pierre Magne et Charles Pélissier écoperont eux aussi 2 minutes de pénalité pour avoir apporté une aide illicite. Au classement général : 1er Leducq, 2eme Guerra à 14 minutes 13 secondes, 3eme le Français Antonin Magne à 16 minutes 3 secondes.
- 26 juillet : le Français Charles Pélissier gagne au sprint la 20eme étape du Tour de France Charleville-Malo les Bains, 2eme le Belge Frans Bonduel, 3eme le Français Antonin Magne, puis tout le peloton. Pas de changement en tête du classement général.
- 27 juillet : le Français Charles Pélissier gagne au sprint la 21eme étape du Tour de France Malo les Bains-Paris, 2eme l'Italien Learco Guerra, 3eme le Français André Leducq puis tout le peloton. Avec huit victoires d'étapes dans le même Tour, Pélissier établit un record qui perdure encore dans le premier quart du XXIe siècle. Même s'il a été égalé depuis, par les Belges Eddy Merckx (2 fois) et Freddy Maertens. Le Français André Leducq remporte le Tour de France, 2eme Learco Guerra à 14 minutes 13 secondes, 3eme le Français Antonin Magne à 16 minutes 3 secondes.
- 27 juillet : l'Italien Aldo Canazza gagne le Tour de Vénétie.
- 29 juillet : le Belge Denis Verschueren gagne le Grand Prix de l'Escaut.

## Août
- 2 août : l'Italien Aimone Altissimo gagne Milan-Modène.
- 3 août : l'Italien Eugenio Gestri gagne le Trophée Bernocchi.
- 10 août : 2e manche du championnat d'Italie sur route, l'Italien Learco Guerra gagne le Circuit Monti Berici. C'est la seule édition de cette épreuve.
- 11 août : le Néerlandais Adri Braspennincx devient champion des Pays-Bas sur route.
- 26 août : aux championnats du monde de cyclisme sur route à Liège (Belgique), l'Italien Alfredo Binda remporte le titre chez les professionnels, son compatriote Learco Guerra est médaille d'argent et le Belge Georges Ronsse est médaille de bronze. L'Italien Giuseppe Martano s'impose chez les amateurs.
- 27 août : le Belge Louis Hardiquest gagne le Tour du Limbourg.
- 24-30 août : Championnats du monde de cyclisme sur piste, à Bruxelles. Le Français Lucien Michard est champion du monde de vitesse professionnelle pour la quatrième fois d'affilée. Le Français Louis Gerardin est champion du monde de vitesse amateur.
- 27 août : le Luxembourgeois Nicolas Frantz est champion du Luxembourg sur route pour la huitième fois d'affilée.
- 30 août : le Français André Aumerle gagne le Grand Prix de Genève.
- 31 août : l'Italien Armando Zucchini gagne le Tour de Romagne.

## Septembre
- 1er septembre : le Belge Frans Bonduel gagne la Coupe Sels.
- 7 septembre : l'Italien Ambrogio Morelli gagne le Tour d'Ombrie.
- 9 septembre : le Belge Joseph Wauters conserve son titre de champion de Belgique sur route.
- 11 septembre : le Belge Alfred Hammerlinck gagne le Championnat des Flandres.
- 14 septembre : l'Espagnol Mariano Canardo gagne le Tour de Catalogne pour la troisième fois d'affilée.
- 14 septembre : le Belge Gérard Loncke gagne le Circuit des Régions Flamandes.
- 14 septembre :  3e manche du championnat d'Italie sur route, l'Italien Learco Guerra gagne Predappio-Rome.
- 20 septembre : l'Italien Michele Mara gagne Rome-Naples-Rome. L'épreuve ne reprendra qu'en 1934.
- 21 septembre : l'Espagnol Mariano Canardo gagne le Tour du Pays basque.
- 28 septembre : l'Italien Luigi Marchisio gagne le Tour de Reggio-Calabre.

## Octobre
5 octobre : 4e manche du championnat d'Italie sur route, l'Italien Learco Guerra gagne la Coupe Caivano, c'est la seule édition de cette épreuve. A l'issue de la course Learco Guerra devient champion d'Italie sur route.
12 octobre : l'Italien Mario Bonetti gagne le Tour d'Émilie.
14 octobre : le Belge Georges Ronsse gagne le Grand Prix de Clôture.
26 octobre : l'Italien Michele Mara gagne le Tour de Lombardie.
26 octobre : l'Espagnol Mariano Canardo devient champion d'Espagne sur route.

## Naissances
- 2 janvier : Donato Piazza, cycliste italien († 14 septembre 1997).
- 20 janvier : Jan Nolten, cycliste néerlandais († 13 juillet 2014).
- 22 février : Jean Bobet, cycliste et écrivain français.
- 25 février : Edi Ziegler, cycliste allemand.
- 26 février : Lionel Cox, cycliste australien († 9 mars 2010).
- 28 février : Albert Bouvet, cycliste français
- 1er mars : Gastone Nencini, cycliste italien († 1er février 1980).
- 21 mai : Gianni Ghidini, cycliste italien († 20 juin 1995).
- 12 juin : Bruno Monti, cycliste italien († 16 août 2011).
- 12 juillet : Jean Brankart, cycliste belge.
- 23 juillet :
  - Roger Hassenforder, cycliste français.
  - Richard Van Genechten, cycliste belge († 13 novembre 2010).
- 15 septembre : Pierino Baffi, cycliste italien († 27 mars 1985).
- 2 septembre : François Mahé, cycliste français († 31 mai 2015).
- 7 octobre : Jean Forestier, cycliste français.
- 21 octobre : Alfred De Bruyne, cycliste belge († 4 février 1994).
- 3 novembre : Brian Robinson, cycliste britannique.
- 4 décembre : René Privat, cycliste français († 19 juillet 1995).

## Décès
- 27 janvier : Leonard Meredith, cycliste britannique (° 2 février 1882).
- 14 février : Libero Ferrario, cycliste italien (° 6 juillet 1901).
- 4 septembre : Ludovic Morin, cycliste français (° 25 août 1873).
- 18 novembre : Leopoldo Torricelli, cycliste italien (° 2 février 1893).